# Poblat ibèric de Puig del Castell
El poblat ibèric del Puig del Castell es troba a la muntanya del mateix nom, a una alçada de 631 m sobre el nivell del mar, a Samalús (Vallès Oriental).

## Història i descripció
Amb una extensió de 4 hectàrees, va ser habitat entre els segles VI i I aC per tribu ibèrica dels laietans. Tot i que la seva existència va ser documentada per primer cop per Josep Estrada i Garriga el 1955, fins al 2011 no s'hi van encetar les excavacions.
La seva posició privilegiada, oferia als ibers una vista de la plana del Vallès oriental, que garantia una protecció pel seu difícil accés. Els habitants d'aquest assentament vivien principalment del conreu, i bona part de la seva producció era destinada al comerç amb grecs, cartaginesos i romans. Hi ha indicis que indiquen que aquest assentament es correspon amb la població ibèrica de Lauro, coneguda per haver batut moneda al segle ii.